# (834) Burnhamia
(834) Burnhamia – planetoida z grupy pasa głównego asteroid okrążająca Słońce w ciągu 5 lat i 238 dni w średniej odległości 3,17 au. Została odkryta 20 września 1916 roku w Landessternwarte Heidelberg-Königstuhl w Heidelbergu przez Maxa Wolfa. Nazwa pochodzi od Sherburna Burnhama, amerykańskiego astronoma. Przed nadaniem nazwy planetoida nosiła oznaczenie tymczasowe (834) 1916 AD.